# 楽ミントン
楽ミントン（らくみんとん、rakuminton）は、ネットを隔て2つに分けられたコートの両側にプレーヤーが位置し、シャトル（シャトルコック）をラケットを使って打ち合い、得点を競うスポーツである。コートサイズはバドミントンの４分の１。天井の高さは普通の住宅やオフィスの高さでネットプレーを中心に競う。上から振り下ろすショットはない。

## 特徴
- 半球状のコルクに水鳥等の羽を接着剤などで固定した『シャトル（シャトルコック）』を打ち合う。
- 運動量はジョギングとウォーキングの中間程度。技量を追求すると奥深さは無限ともいえるが、強いフィジカルを必要としないため老若男女がハンデなく競い合える。
- 上からの攻撃ショットができないため我慢強さ、心、技の安定が求められる。
- レクリエーションとしても気軽に楽しむことが出来る。

## ルール
得点についてはバドミントンに準ずるラリーポイント制を基本とする。楽ミントンの公式試合では主に5点マッチが採用される。

### サービス
- サービスでは、シャトルの台を打たなければならない。
- サーバーがシャトルを打つ瞬間、ラケットのシャフトが下向きでなければならない。
- ラケットで打たれる瞬間、シャトル全体が115cm以下で打たなければならない。
- サービスを行うときに両足を地面から離してはならない。
- サーバーは、コートのライン内でサービスを行う。

### サービス時の位置
- サービス側の点数が偶数（0点を含む）の時は、右側から対角線側へサービスを行う。サービス側の点数が奇数の時は、左側から対角線側へサービスを行う。
- 以降、得点した側がサービスを行う（点数が偶数の時は右側から、奇数の時は左側から）。

## 用具
バドミントンで使用される用具は以下の通りである。特に断りがない限り、競技用のものについて述べる。

### シャトル（シャトルコック）
「羽（羽根）」または「シャトル」と呼ばれることが多い。シャトルコックという名前は以前鶏（コック）の羽で作られていたころの名残である。現在は試合球、練習球においても鶏の羽根のシャトルはほとんど使われていない。競技規則には、シャトルコックではなく、シャトルと記載されている。
- 競技用に主として使用されている物は、主に食用のガチョウの羽（羽軸が強く、丈夫。中でも次列風切という部位が最適）とコルクから作られていて、各羽は樹脂で固められている。安価なシャトルはアヒルの羽によって作られている物もある。卓球、テニスボールのように羽根を蛍光色に着色したものもナイロン製では古くからあったが、最近では鳥の羽製のものでも存在する。また動体視力を鍛える練習球として、黒ガチョウの羽根を使用したシャトルも一部メーカーが販売している。
- コルク部分に羽根を埋め込み、軸を糸で留めた後、接着剤で固定する。
- 世界のシャトルの9割以上は中国で生産されている。
- 材料（ガチョウ、アヒルの羽）と生産地（中国）の関係で、2005年から2006年に鳥インフルエンザが流行した際には、現地で食用ガチョウが大量に処分された。その影響で各メーカーが販売価格を値上げした。
- 高品質のシャトルとそうでないものとでは、飛行精度や強度が大きく異なる。

### ラケット
バドミントンのラケットは、テニスやスカッシュのそれと同じように、フレームにストリング（ガット）を張ったフェースと呼ばれる部分で球を打つ構造となっている。以前はフレーム部分が木製でたいへん重く、木材の歪みを防止するために、使用後は専用の器具で固定しておかなければならなかった。ストリングには動物の内臓など（通常ヒツジの腸、ストリングの別名のガット（英語で内臓の意）の語源でもある）が使われていた。今日では技術の進歩により、以下のようになっている。

#### フレーム
- 全長で680mm以内、幅は230mm以内と規定されており[2]、そのうちヘッド部分は長さ330mm以内、幅230mm以内とされている[2]。
- カーボン繊維を中心に、複合素材としてチタン等の金属が使われている。後者は主にラケットヘッドのねじれを低減したり、重量バランスを調整したりする用途で用いられる場合が多い。ケブラー等の素材が使われているものもある。
- 木製→金属製→カーボン製と材質が軽量化、高弾性化したことで、選手のフォームが肩を中心としたスイングから手首や指を使うものへと変化し、その結果、打球やゲーム展開が高速化した。また、ストリングを高テンション（張りの強さ）で張れるようになった。
- ヘッドとシャフトをつなぐ部分をスロートという[2]。金属製のラケットはヘッドとシャフトが別々になっているものが多く、そのようなものはT字型の部品で固定されている。フレームとシャフトが異種素材であるものも同様である。ただしこのようなラケットは、消耗と共に抜けやすくなる。
- 従来の卵形のヘッドのラケットの他に、ヘッドの形状をやや四角型に成型し、中央部のストリングスが長い部分を増やすことで、スイートスポットと呼ばれる快適に打つことが出来る部分を広げたラケットが、各メーカーで製造されている。現在では、後者がむしろ主流となりつつある。
- 近年、ナノテクノロジーやゴムメタルを採用した高反発、軽量なラケットも登場している。

#### ストリング（ガット）
- ストリングが張ってある部分をストリングド・エリアという。ストリングド・エリアの部分の大きさは、縦280mm以内、横220mm以内と規定されている[2]。ただし、ストリングスを張って拡がったエリアの幅が35mm以内で、ストリングド・エリアの縦の長さが330mm以内になっているという条件を満たしているときに限り、ストリングスをスロート部分に拡げて張ることが認められている[2]。
- ナイロンなどの化学繊維を細かく編んだものが主に用いられ、金属音に近い高い打球音を好むプレーヤーのためチタンなどの金属素材を配合した物も販売されている。
- ストリングのテンションは低くて20ポンド弱、高くて30ポンド強である。高テンションで張ると打球音がよくなり、インパクト時のブレが少なくなるためコントロール性が向上するが、ある程度パワーや技術が無ければシャトルが飛ばなくなり（スイートスポットが狭くなる）、また肘などへの反動も大きくなるため、上級者ほど高テンションで張ったラケットを使う傾向がある。ただしプレースタイルにもよる。
- ストリングは基本的に縦糸・横糸共に22本ずつであり、縦糸の左右最後の一本は穴（グロメットホール）を一本飛ばして通す。ただし検定品でない安価なラケットの場合はストリングの本数がいい加減なものもある。ヨーロッパのラケットで日本に進出したもので縦横24本ずつのものもある。(検定品)

#### ハンドル（グリップ）
- 多くは木製で、それを土台としてシャフトを埋め込み、釘で固定してある。
- ハンドル（手で握る部分）にはほとんどの場合、合成レザーのグリップテープが最初から巻かれている。ただしグリップ性能の問題からそのままの状態で使用するプレーヤーは少なく、レザーの上にポリウレタン等でできた別売りのグリップテープ（オーバーグリップ）を重ねて巻く人が多い。

##### オーバーグリップ
オーバーグリップは、大別してポリウレタン製のものとタオル地のものとに大別される。
ポリウレタン製
よく延びるため太さの調節もしやすく、糊などは使わずにテープ一枚で固定できることから取替えも手軽であるため、多くのプレーヤーが使用している。中にはフィット感を高めるために、ウレタンの凸凹がついている物もある。
タオル地
表面がタオル上の布の裏に両面テープがついており、それをハンドル部分に貼り付けて使用する。汗をよく吸うため、手のひらに汗をよくかく人が好んで使う。また使っているうちに、タオルが手の形になじんでくる点も好まれている。ただし使っているうちに硬くなるので、耐久性の面ではポリウレタン製に劣るが、グリップパウダーを使用すると改善されることが多い。

### ウェア（ユニフォーム）
バドミントン競技は、動きが激しく、また、それにより多くの発汗を伴うため、伸縮性・吸湿性・速乾性・防臭性などが優れた高機能素材のウェアが好まれ、選ばれている。ウエアの色や柄に制限はない。

### シューズ
主にバドミントンシューズを使用する。

## 歴史
2017年、株式会社ちかなりの代表取締役兵頭秀一が考案。2018年、フィットネスクラブのビジネスモデルで店舗展開を開始。店舗は会員制。楽ミントンコートが2面～3面を設置している。営業時間中にはインストラクターが常駐して会員への指導、サポートを行っている。2019年8月時点での店舗は東京都足立区、千葉県成田市、千葉県佐倉市の3店舗。